# Distrito de Pampamarca (Yarowilca)
El distrito peruano de Pampamarca es uno de los ocho distritos de la provincia de Yarowilca, en el  Departamento de Huánuco, bajo la administración del Gobierno Regional de Huánuco.
Desde el punto de vista jerárquico de la Iglesia católica forma parte de la Diócesis de Huánuco, sufragánea de la Arquidiócesis de Huancayo.

## Historia
Fue creado mediante Ley 25142 del 16 de diciembre del 1989, en el primer gobierno del presidente Alan García.

## División administrativa

### Centros poblados
- Urbanos
  - Pampamarca, con 544 hab.
- Rurales
  - Cruzpampa, con 281 hab.

## Capital
Es el poblado de Pampamarca, a 3 445 m s. n. m.

## Autoridades

### Municipales
- 2023 - 2026
  - Alcalde: Galeano Céspedes Eber, de Movimiento Independiente Regional Huánuco Primero
  - Regidores: Huaranga Ortega Oscar (Movimiento Independiente Regional Huánuco Primero), Céspedes Cruz Edith Luz (Movimiento Independiente Regional Huánuco Primero), Luna Lujan Remigio (Movimiento Independiente Regional Huánuco Primero), Cruz Paulino Eudocia Juana (Movimiento Independiente Regional Huánuco Primero), Solis Chagua Sulemita Soledad (Movimiento Independiente Regional Mi Buen Vecino)
- 2019 - 2022
- 2015 - 2018

Teófilo Esteban Solórzano (gestión ampliada hasta julio de 2019 debido a quema de actas electorales en elecciones de octubre de 2018)
- 2011 - 2014[2]
  - Alcalde: Florencio Luján Sánchez, del Movimiento Auténtico Regional (AR).
  - Regidores: Raúl Tolentino Zarmiento (AR), Manzueto Céspedes Ocalio (AR), Manuel Corsino Chagua Pacheco (AR), Zenaida Adan Ciriaco (HyNP), Aniceto Pío Calixto (Hechos y No Palabras).[3]
- 2007 - 2010
  - Alcalde: Rosas Orlando Herrera Calixto.

### Policiales
- Comisario:  PNP.

### Religiosas
- Diócesis de Huánuco[4]
  - Obispo: Mons. Jaime Rodríguez Salazar, MCCJ.
- Parroquia
  - Párroco: Pbro.

## Festividades
18 de octubre fiesta patronal. "San Lucas" de Pampamarca.
ANIVERSARIO DEL DISTRITO DE PAMPAMARCA 16 DE DICIEMBRE

## Galería
- Wikimedia Commons alberga una categoría multimedia sobre Distrito de Pampamarca.